# 世界电子竞技大赛2009
世界电子竞技大赛2009（World Cyber Games 2009，简称“WCG 2009”）于中国的成都举行，是第一次在中国举行的WCG赛事，使中国成为继韩国、新加坡、意大利、美国、德国举办WCG全球总决赛的第六个国家，在亚洲则继韩国和新加坡成为第三个举办WCG全球总决赛的国家。赛事举办时间从2009年11月11日至15日，地点为成都世纪城新国际会展中心4 ~ 6号厅。有超过70个国家和地区600多名参赛选手参与比赛。

## 比赛项目
星际争霸：母巢之战 (1v1)－（PC）
魔兽争霸III：冰封王座 (1v1)－（PC）
反恐精英 1.6 (5v5)－（PC）
FIFA 09 (1v1)－（PC）
赛道狂飙国家永恒 (1v1)－（PC）
Red Stone (2v2)－（PC）
Carom3D (1v1)－（PC）
VR战士5 (1v1)－（Xbox 360）
吉他英雄：世界巡演 (1v1)－（Xbox 360）
Wise Star 2 (1v1) - （手机）
狂野飙车4 (1v1)－（手机）
地下城与勇士－（PC）（赞助游戏）

## 比赛结果
| 2007                  | Gold     | Silver   | Bronze   | 第四名     |
| 魔兽争霸III：冰封王座 | 中国     | 中国     | 大韩民国 | 俄罗斯     |
| 反恐精英 1.6          | 波兰     | 瑞典     | 丹麦     | 俄罗斯     |
| 赛道狂飙国家永恒      | 瑞典     | 瑞典     | 挪威     | 奥地利     |
| 星际争霸：母巢之战    | 大韩民国 | 大韩民国 | 大韩民国 | 德国       |
| FIFA 09               | 德国     | 德国     | 波兰     | 比利时     |
| Red Stone             | 大韩民国 | 日本     | 美国     |            |
| Carom3D               | 大韩民国 | 巴西     | 德国     | 美国       |
| VR战士5               | 日本     | 大韩民国 | 大韩民国 | 德国       |
| 吉他英雄：世界巡演    | 巴西     | 美国     | 美国     | 哥斯达黎加 |
| Wise Star 2           | 義大利   | 法國     | 美国     | 中国       |
| 狂野飙车4             | 中華臺北 | 新加坡   | 大韩民国 | 德国       |
| 地下城与勇士          | 大韩民国 | 日本     | 大韩民国 | 日本       |

## 赞助商
三星电子